# Allée couverte de l'Île-Grande
L'allée couverte de l'Île-Grande (aussi nommée Ty-Lia ou Ty-ar-C'horrandoned) est située au centre de l'Île-Grande sur la commune de Pleumeur-Bodou, dans le département français des Côtes-d'Armor.

## Protection
Le monument fait l’objet d’un classement au titre des monuments historiques depuis le 23 janvier 1956.

## Description
L'allée couverte est orientée est-ouest. Elle mesure 8,50 m de longueur sur 1,60 mètre de large. La chambre est délimitée par quatre orthostates côté nord et cinq côté sud, d'une hauteur variant de 1 m à 1,40 m. Un vestibule, décrit par Jean L'Helgouach mais qui n'est désormais plus visible, prolongeait la paroi nord. Il comportait deux dalles et un pilier qui rétrécissait le passage à 1 m de large. Un seuil transversal en barrait l'entrée. 
L'ensemble est recouvert de deux grandes tables de couverture : 4,50 m de long sur 2,50 m de large et 0,50 m d'épaisseur pour l'une, 3,50 m de long sur 2,50 m de large et 0,25 m d'épaisseur pour l'autre. De très hautes dalles entourent de façon très rapprochée l'allée couverte, il pourrait s'agir soit des vestiges d'un péristallithe, soit d'une ancienne structure interne au tumulus destinée à une meilleure répartition des poussées.
Tout le matériel archéologique découvert lors des fouilles de 1866, 1868, 1909 et 1910 est désormais perdu. Il était composé de quatre haches polies, d'éclats de silex, de tessons de poterie noire, d'un disque en bronze et d'un objet en fer.

## Folklore
D'après la légende, cette allée couverte est la maison des naines C'horrandoned. Lors des nuits de pleine lune, elles allaient danser avec les passants et prédisaient aux femmes enceintes si elles auraient un garçon ou une fille et si la naissance serait aisée ou difficile. Si le temps ne permet pas de danser, les naines obligent les passants à réciter très vite tous les jours de la semaine mais il ne faut pas prononcer le jour de dimanche sinon les naines font disparaître les imprudents.